# Anatoli Gerk
Anatoli Anatoljevitsj Gerk (Russisch: Анатолий Анатольевич Герк) (Polevskoj, 20 november 1984) is een Russisch voormalig profvoetballer die als middenvelder speelde.
In de zomer van 2001 kwam hij als jonge speler over van een jeugdacademie uit Moskou naar RSC Anderlecht, er werd voor hem toen een bedrag betaald van €750.000. Hier speelde hij in anderhalf seizoen bij de A-kern slechts zes wedstrijden.
In de winterstop van het seizoen 2005/2006 ging Gerk naar FC Twente. Hij kwam tot tien wedstrijden voor hij begin 2007 overgedaan werd aan FK Satoern. Gerk kwam vervolgens uit voor FK Oeral en Mordovia Saransk. In 2012 en 2013 speelde hij wederom voor FK Oeral. In 2014 speelde Gerk bij FK Tambov waar hij zijn loopbaan besloot.

## Statistieken
| seizoen | club             | land      | wed. | goals |
| ------- | ---------------- | --------- | ---- | ----- |
| 2004/05 | RSC Anderlecht   | België    | 6    | 1     |
| 2005/06 | RSC Anderlecht   | België    | 0    | 0     |
| 2005/06 | FC Twente        | Nederland | 3    | 0     |
| 2006/07 | FC Twente        | Nederland | 7    | 0     |
| 2007    | FK Satoern       | Rusland   | 0    | 0     |
| 2008    | FK Satoern       | Rusland   | 0    | 0     |
| 2009    | FK Oeral (huur)  | Rusland   | 34   | 6     |
| 2010    | FK Oeral         | Rusland   | 22   | 4     |
| 2011    | Mordovia Saransk | Rusland   | 31   | 1     |
| 2012    | FK Oeral         | Rusland   | 0    | 0     |
| 2013    | FK Oeral         | Rusland   | 16   | 2     |
| 2014    | FK Tambov        | Rusland   | 9    | 0     |